# Вечно жить
Вечно жить — дебютный студийный альбом московской группы Моды. Альбом был выпущен 12 марта 2012 года лейблом Союз. Ему предшевстовали синглы «Мое сердце» — вышел 2009 году и «На словах» — в 2010 году, на последний в 2011 году был снят видеоклип.

## Отзывы
В издании Look At Me положительно оценили пластинку, написав: «Альбом „Вечно жить” – хороший повод встретить весну в состоянии влюблённости и полёта. И совершенно не понятно, как до сих пор дышали вслух отечественные рок-меломаны, ценители и любители музыки, не имея в своих коллекциях дебютного альбома московской группы Моды». Алексей Мажаев в рецензии для «Billboard Россия» отмечает, что музыка группы Моды напоминают «Браво». Мажаев сказал, что «выпущенный дебютный альбом доходчиво объясняет, почему: после Модов действительно тянет послушать „оригинал”», так как Моды «не сумели сравниться ни обаянием, ни хитовостью мелодий, ни качеством текстов». Тем не менее Алексей заметил, что «у группы неплохо получаются грустные баллады».

## Список композиций
1. «Мое Сердце» (Ф.Кружков, Е.Бутнева)
2. «Убегай» (Ф.Кружков, Е.Чадаева)
3. «На словах» (Ф.Кружков, Е.Иванова)
4. «Город» (Ф.Кружков, В.Цветков)
5. «Люди как люди» (Ф.Кружков)
6. «Осенняя» (Ф.Кружков, Е.Чадаева)
7. «Алиса» (Ф.Кружков, Е.Чадаева)
8. «Вернемся» (Ф.Кружков, Е.Иванова)
9. «Марш» (Ф.Кружков)
10. «Решки» (Ф.Кружков, Е.Бутнева)
11. «Вечно жить» (Ф.Кружков, Е.Иванова)

## Моды
- Фил Кружков - вокал, гитары, укулеле, пианино
- Роман Яремчук - гитары, бэк-вокал
- Олег Цалер - барабаны, бас-гитары, саксофон, бэк-вокал
- Владислав Цалер - барабаны, труба

При участии
- Юрий Цалер - барабаны, гитары, бас-гитары, рояли, пианино, орган, бэк-вокал
- Николай Кретов - барабаны
- Петр Тихонов - бэк-вокал
- Павел Кузин - орган, барабаны
- Константин Куликов - труба
- Евгений Иванцов - барабаны
- Рушан Аюпов - клавишные

Запись
- Олег Цалер - студия «Дубининская57к4» (1,2,3,6,8,11)
- Дмитрий Куликов - студия «Vintage records» (4)
- Денис Юровский - студия «Параметрика» (5,10)
- Илья Лукашев - студия «РГСУ» (9)

Сведение
- Павел Кузин (2,3,5,8,11)
- Олег Цалер (1,6,7)
- Илья Лукашев (9)
- Дмитрий Куликов (4)

Мастеринг
- Владимир Овчинников

Фото, дизайн
- Илья Хурошвили

Идея
- Кирилл Кальян